# اورور (کمون)
اورور (به فرانسوی: Aurouër) یک کمون در فرانسه است که در آلیه واقع شده‌است. اورور ۲۷٫۰۶ کیلومتر مربع مساحت دارد ۲۴۷ متر بالاتر از سطح دریا واقع شده‌است.